# Paragomphus genei
Paragomphus genei är en trollsländeart som först beskrevs av Selys 1841.  Paragomphus genei ingår i släktet Paragomphus och familjen flodtrollsländor. IUCN kategoriserar arten globalt som livskraftig. Inga underarter finns listade i Catalogue of Life.

## Bildgalleri

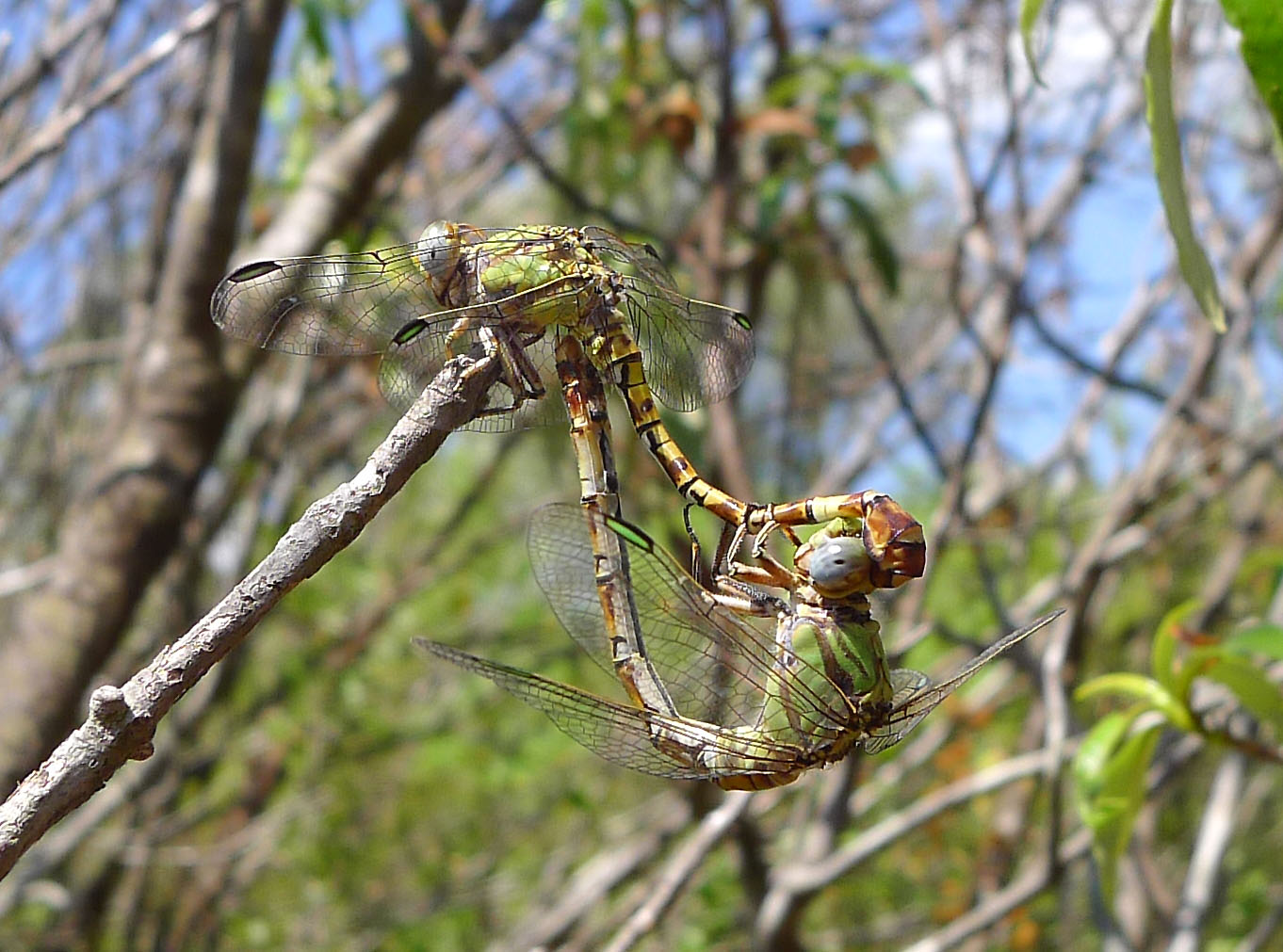
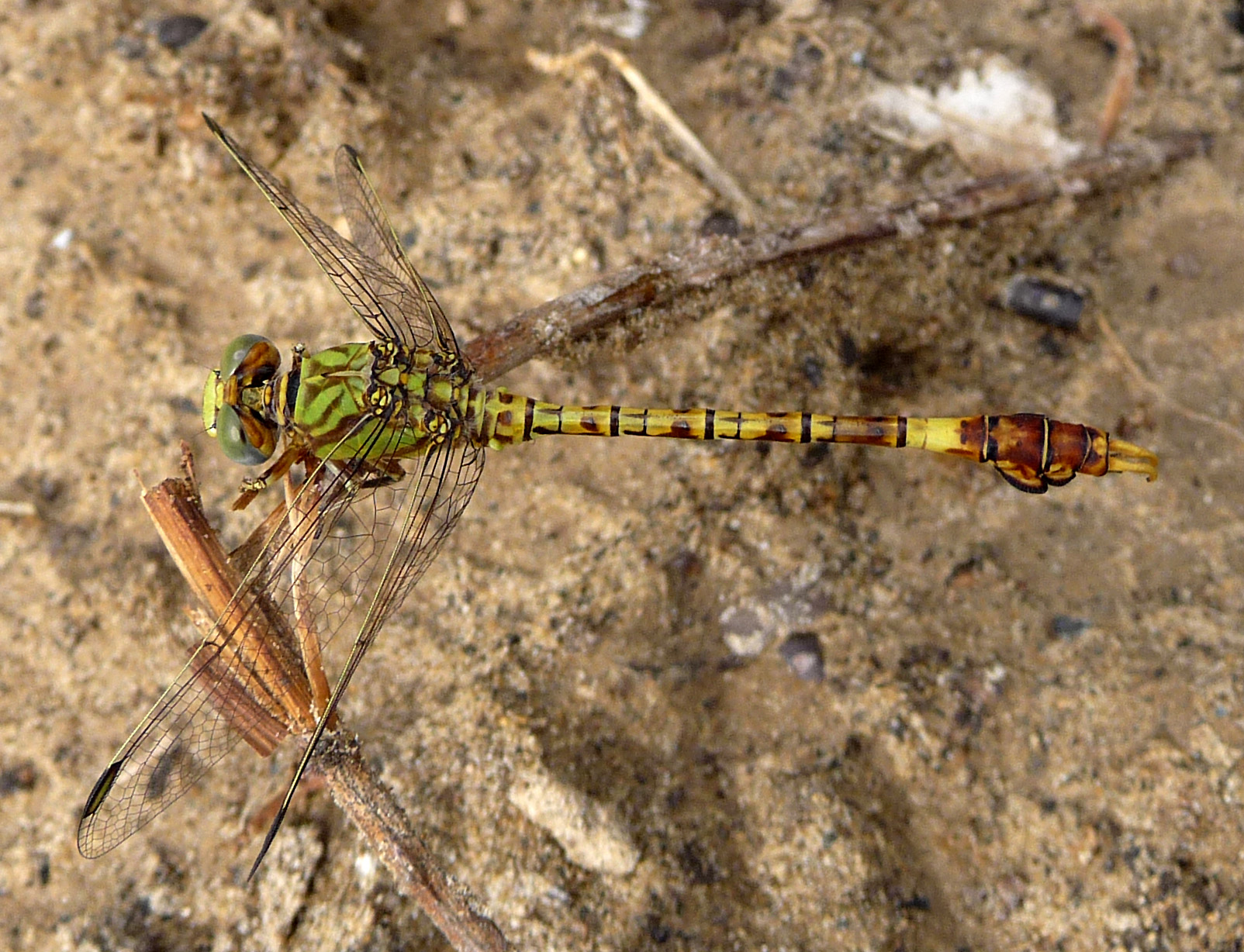
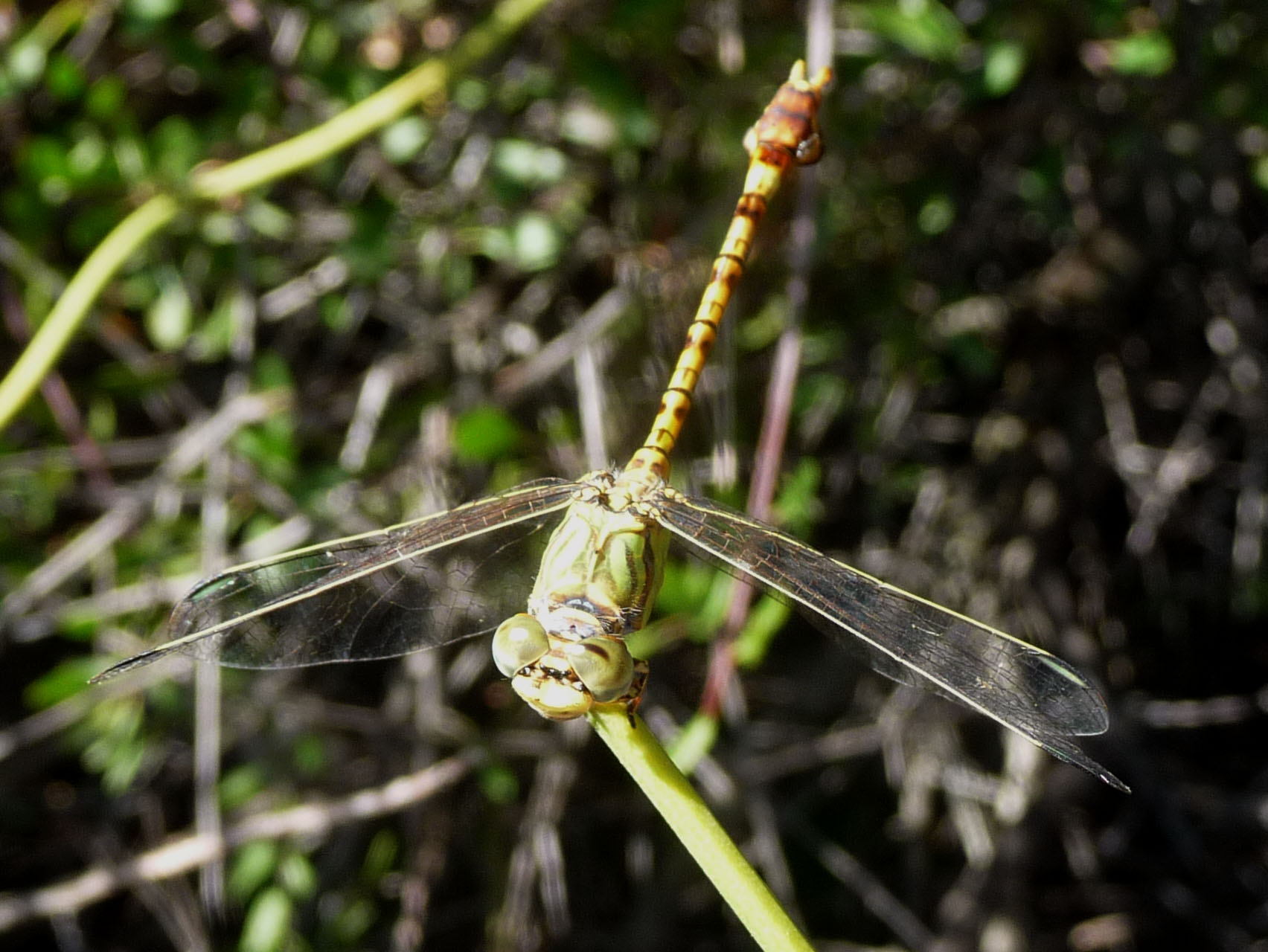